# Löpa varg
Löpa varg är en roman av Kerstin Ekman, utgiven 2021

## Handling
Historien utspelar sig i en fiktiv by i Hälsingland, där mötet med en varg får jägaren och naturbrukaren Ulf Norrstig att ompröva sin relation till djuren, naturen och till sig själv. Romanen är berättad i första person och läsaren får följa Ulfs bitvis smärtsamma uppgörelse med de val han gjort i sitt sjuttioåriga liv. Löpa varg nominerades till Sveriges Radios romanpris 2022 och är nominerad till Nordiska rådets litteraturpris 2022. Romanen är inläst av Lennart Jähkel och Rolf Lassgård.